# Пятницкое (Белгородская область)

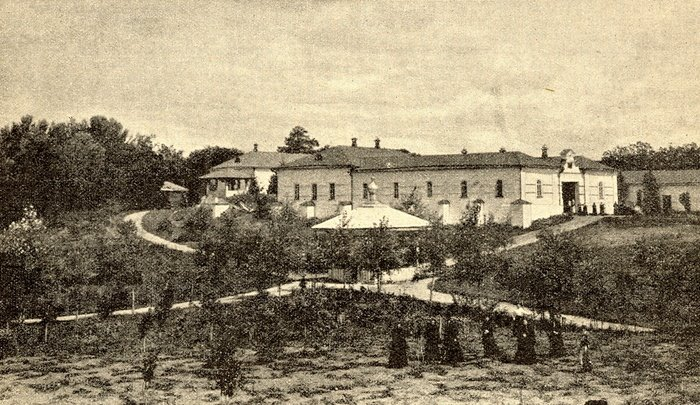
Николо-Тихвинский монастырь. Фото 1900 года

Пя́тницкое — посёлок городского типа в Волоконовском районе Белгородской области России.

## География
Расположен на реке Оскол (бассейн Дона), в 38 км к югу от Нового Оскола в 3 км от железнодорожной станции Рай (на линии Елец — Валуйки).

## История
В 1779 году был открыт храм в день святой Параскевы Пятницы – с этого дня и поселение стало носить название Слобода Пятницкая. 
В 1889 году В. Н. Шабельской (по мужу Шидловской) недалеко от села была основана женская Николо-Тихвинская община, которая в 1899 году преобразована в женский Николо-Тихвинский монастырь. При монастыре был приют, странноприимный дом, богадельня и школа. После революции монастырь упразднён и больше не возобновлялся (сейчас на его территории действует школа-интернат).
Статус посёлка городского типа Пятницкое получило в 1971.

## Население
| 1859  | 1897  | 1979  | 1989  | 2002  | 2009  | 2010  | 2012  | 2013  |
| ----- | ----- | ----- | ----- | ----- | ----- | ----- | ----- | ----- |
| 964   | ↘584  | ↗4041 | ↗4528 | ↗4793 | ↘4588 | ↘4536 | ↘4474 | ↘4395 |
| 2014  | 2015  | 2016  | 2017  | 2018  | 2019  | 2020  | 2021  |       |
| ↘4324 | ↘4255 | ↘4253 | ↘4215 | ↘4185 | ↘4105 | ↘4024 | ↗4160 |       |

## Экономика
Основные предприятия посёлка:
- сахарный завод с ТЭЦ;
- молочноконсервный комбинат;
- автотранспортное предприятие (АТП).

Сельское хозяйство представлено птицеводческими фермами.

## Люди, связанные с селом
- Зинаида Ивановна Маресева — медсестра, Герой Советского Союза. Похоронена в селе

## Достопримечательности
- Памятник на могиле Маресевой
- Памятник землякам, погибшим в 1941—1945 гг.
- Братская могила воинов Красной армии, погибших в боях за село в 1941—1943 годах.